# Associazione Sportiva Bisceglie 1994-1995
Questa voce raccoglie le informazioni riguardanti l'Associazione Sportiva Bisceglie nelle competizioni ufficiali della stagione 1994-1995.

## Organigramma societario
Area direttiva
- Presidente: Carlo Ferrante

Area organizzativa
- Segretario: rag. Antonella Salerno

Area tecnica
- Direttore sportivo: dott. Giuseppe Luigi Berardi
- Allenatore: Aldo Papagni fino al 31 dicembre 1994;[1] ? dal 1º gennaio 1995.

## Rosa
| N. |                   | Ruolo | Calciatore         |
| -- | ----------------- | ----- | ------------------ |
|    | Italia (bandiera) | P     | Vito Castelletti   |
|    | Italia (bandiera) | P     | Stefano Grilli     |
|    | Italia (bandiera) | D     | Michele Carrassi   |
|    | Italia (bandiera) | D     | Vincenzo De Santis |
|    | Italia (bandiera) | D     | Nicola Diliso      |
|    | Italia (bandiera) | D     | Giovanni Di Meglio |
|    | Italia (bandiera) | D     | Giuseppe Di Meo    |
|    | Italia (bandiera) | D     | Sandro Luceri      |
|    | Italia (bandiera) | D     | Davide Mazzotta    |
|    | Italia (bandiera) | D     | Gaetano Nesta      |
|    | Italia (bandiera) | C     | Carmine Di Noia    |

| N. |                   | Ruolo | Calciatore                 |
| -- | ----------------- | ----- | -------------------------- |
|    | Italia (bandiera) | C     | Giovanni Iovino            |
|    | Italia (bandiera) | C     | Luigi Caggianelli          |
|    | Italia (bandiera) | C     | Antonio Matarangolo        |
|    | Italia (bandiera) | C     | Giuseppe Orecchia          |
|    | Italia (bandiera) | C     | Massimo Francesco Pizzulli |
|    | Italia (bandiera) | C     | Antonio Rubino             |
|    | Italia (bandiera) | C     | Nicola Salvemini           |
|    | Italia (bandiera) | C     | Raffaele Alessandro Simone |
|    | Italia (bandiera) | A     | Domenico Altomonte         |
|    | Italia (bandiera) | A     | Giuseppe Perrone           |